# Isaac Aja
Isaac Aja Muela (Santoña, Cantabria, 2 de marzo de 1936-San Vicente de la Barquera, Cantabria, 8 de febrero de 2024) fue un político español que presidió la Asamblea Provisional de Cantabria entre 1982 y 1983. También fue empresario de hostelería y consejero y administrador de sociedades mercantiles.

## Carrera política
Los primeros cargos que ocupó fueron de diputado provincial y alcalde de San Vicente de la Barquera, como miembro de la Unión de Centro Democrático.
El 20 de febrero de 1982 fue nombrado presidente por el pleno de la cámara de la Asamblea Provisional de Cantabria, la cual fue constituida por la Asamblea Mixta de diputados provinciales y parlamentarios nacionales de acuerdo con lo establecido en el Estatuto de Autonomía de Cantabria. Ocupó dicho cargo hasta la elección de Guillermo Gómez Martínez-Conde, un año después.
Entre 1983 y 1991 participó en la Asamblea como miembro del Partido Socialista de Cantabria-PSOE  (PSC-PSOE), siendo senador por Cantabria entre 1986 y 1987.